# 劉毓珊
劉毓珊字鐵村，大城人，享壽82歲，是清代的廩貢生。

## 生平
生卒年不詳，根據清代傳記叢刊可推測是咸豐同治年間人士。
曾於束鹿、棗強、東明、淶水擔任位階七品的訓導之職，
咸豐五年，於高邑擔任教諭，教導士子古學，對學生管教嚴厲。
同治三年，至高邑出策剿匪。

## 事蹟
同治三年(西元1864年)，捻匪宋景詩入侵趙州高邑，知縣畢世榮咨劉毓珊抵禦賊人的策略，劉毓珊出策，當捻匪臨城，等待城外援兵，內外夾擊便可大敗捻軍，可是當時有位外委瑣某認為城已經殘破無法守之，便和知縣畢世榮率兵攻打，但是經過久戰，戰力不支，兩人陣亡，匪徒的進攻更加劇烈，當地典史姚某逃亡，劉毓珊見情況危急便令人至牢獄中，將死囚斬首並於街上示眾，散播土匪領導已死，拖延土匪進攻的行動，待援兵營將杜崧年至，二人協力將城內防線重新建立，匪徒見事態有變，停止攻擊。杜崧年將劉毓珊的功蹟陳於知州陳鐘祥，劉毓珊不受封賞，告老還鄉，替他餞行的人排至數十里不絕。